# Comacchio
Comacchio es un municipio italiano situada en la provincia de Ferrara, en la región de Emilia-Romagna, en el noreste de la península italiana. La ciudad se encuentra asentada en el delta del Po, a unos 48 kilómetros de Ferrara. 
Está situada en el centro de la laguna de Valli di Comacchio, justo en la desembocadura del río Reno. Está construida sobre 13 islotes unidos por puentes. Las principales fuentes de industria son una pesquería, que pertenece al municipio, y salinas. El puerto marítimo de Porto Garibaldi se encuentra a 7 kilómetros al este de Comacchio.
Comacchio recibió la Medalla de Bronce del Valor Militar por los actos heroicos de su población contra la ocupación alemana a finales de la Segunda Guerra Mundial.

## Historia

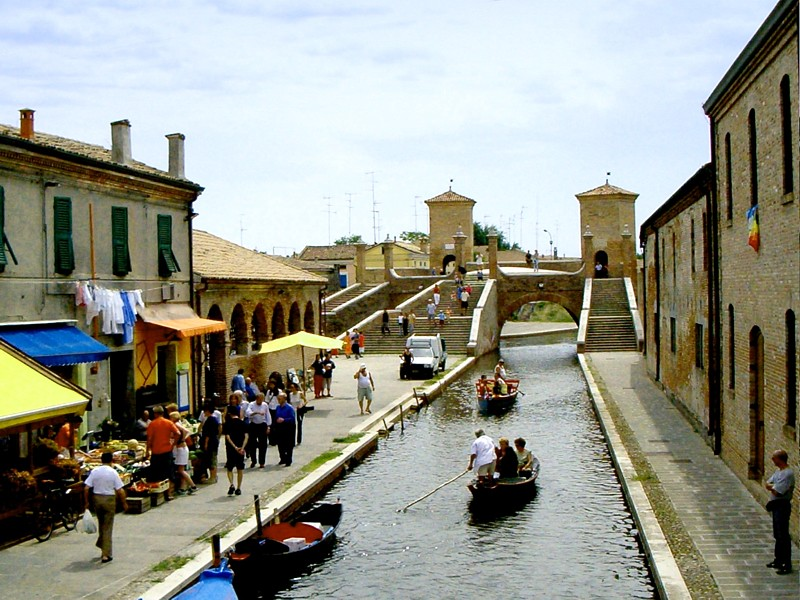
Vista de los característicos canales de Comacchio.

Comacchio fue ocupada primero por los etruscos y los galos, siendo finalmente anexionada por Roma. Durante el mandato de César Augusto se cavó un canal para hacer más profunda la laguna.
La ciudad vivió un periodo de prosperidad bajo el dominio ostrogodo y lombardo y llegó a convertirse en la sede de un ducado. Cuando en 756, los francos penetraron en Italia, su rey, Pipino el Breve incluyó la ciudad de Comacchio en su famosa donación de tierra al papa Esteban II, posteriormente confirmada por su hijo y sucesor, Carlomagno. En 854 fue saqueada por los venecianos, quienes la destruyeron en 946.
La Santa Sede tomó posesión de la ciudad y la ofreció al arzobispado de Rávena. Sin embargo, el emperador Rodolfo I de Habsburgo concedió la ciudad a Obizzo IV de Este, señor de Ferrara. En 1508 cayó en manos de Venecia pero en 1597 fue reclamada por el papa Clemente VIII como feudo vacante. En 1598 volvió a manos de los Estados Pontificios que la mantuvieron en su poder hasta 1866, cuando pasó a formar parte del Reino de Italia.
Desde entonces, la zona se ha beneficiado de la desaparición de la mayor parte de los pantanos, dejando terrenos para la extensión de la agricultura y la creación de nuevas zonas residenciales. Comacchio contaba con una importante planta de refinado de azúcar que fue cerrada en 1988.

## Demografía
| Gráfica de evolución demográfica de Comacchio entre 1861 y 2001 |
|                                                                 |
| Fuente ISTAT - elaboración gráfica de Wikipedia                 |